# トゥシャール・パーンデー
トゥシャール・パーンデー（Tushar Pandey、1991年11月22日 - ）は、インドのボリウッドで活動する俳優。代表作には『きっと、またあえる』がある。

## 生い立ち
ニューデリー出身。キロリ・マル・カレッジ卒業後に国立演劇学校に入学して演技を学ぶ。また、ロンドン国際演劇学校でも演技を学んでいる。

## キャリア
2006年に『Rang De Basanti』に学生役で出演している。2015年に『Beyond Blue: An Unnerving Tale of a Demented Mind』で俳優デビューし、同作は第68回カンヌ国際映画祭のマルシェ・ドゥ・フィルムで上映された。2016年に『ピンク』でアミターブ・バッチャン、タープシー・パンヌと共演した。2019年2月にラージシュリー・プロダクションの『Hum Chaar』に出演し、同年9月には『きっと、またあえる』でスシャント・シン・ラージプート、シュラッダー・カプールと共演した。『きっと、またあえる』はニテーシュ・ティワーリーが監督し、2019年のヒット作の一つとなった。

## フィルモグラフィー

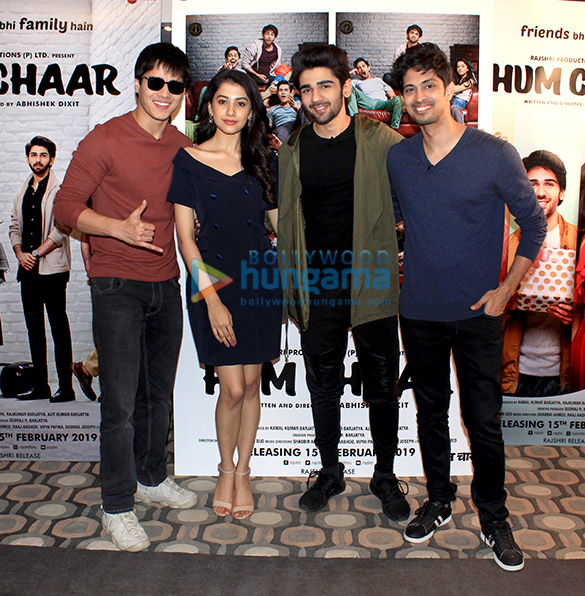
『Hum Chaar』取材中のアンシュマン・マルホートラ、シムラン・シャルマ、プリート・カマニ、トゥシャール・パーンデー

- Beyond Blue: An Unnerving Tale of a Demented Mind（2015年）
- Agli Baar（2015年）
- Phantom（2015年）
- ピンク（英語版）（2016年）
- Humorously Yours（2017年）
- Bisht Please（2017年）
- Hum Chaar（2019年）
- きっと、またあえる（2019年）
- Kaande Pohe（2020年）
- Aashram（2020年）